# Split Enz
Split Enz – nowozelandzki zespół, aktywny w latach 1972–1984. Odnosił sukces na listach przebojów w Nowej Zelandii, Australii i  Kanadzie we wczesnych latach 80. XX wieku. Grupę cechowała oryginalność pod względem muzyki, strojów, a nawet makijażu. Ich styl muzyki był eklektyczny, który ukazywał się w takich stylach jak art rock, wodewil, swing, rock progresywny, punk, rock, nowa fala oraz pop.

## Dyskografia
- 1975: Mental Notes
- 1976: Second Thoughts
- 1977: Dizrythmia
- 1979: Frenzy
- 1980: True Colours
- 1981: Waiata
- 1982: Time and Tide
- 1983: Conflicting Emotions
- 1984: See Ya ’Round